# Grofovija Nantes
Grofovija Nantes je za vladare izvorno imala franačke vladare Nantesa pod Karolinzima. Njihova grofovija je služila kao marka prema vanneskim Bretoncima. Sredinom 9. stoljeća je ova grofovija potpala pod bretonsku vlast, a naslov bretonskog grofa je postao sekundarnim naslovom bretonskih vladara.

## Franački grofovi
- 786. – 818. Gvido, kao prefekt marke Neustrije
- 818. – 831. Lambert I.
- 831. – 841. Ricwin
- 841. – 843. Renaud
- 843. – 846. Lambert II.
- 846. – 849. Amaury, kojeg je nametnuo francuski kralj Karlo II. Ćelavi kao protivnika Lambertu II.
- 849. – 851. Lambert II (povratak)